# Montfort (Pyrénées-Atlantiques)
Montfort ist eine französische Gemeinde mit 189 Einwohnern (Stand 1. Januar 2022) im Département Pyrénées-Atlantiques in der Region Nouvelle-Aquitaine (vor 2016: Aquitanien). Die Gemeinde gehört zum Arrondissement Oloron-Sainte-Marie und zum Kanton Orthez et Terres des Gaves et du Sel (bis 2015: Kanton Sauveterre-de-Béarn).
Die Bewohner werden Montfortais und Montfortaises genannt.

## Geographie
Montfort liegt ca. 30 km nordwestlich von Oloron-Sainte-Marie in der historischen Provinz Béarn.
Umgeben wird der Ort von den Nachbargemeinden:
| Barraute-Camu              | Laàs                                        | Narp      |
| Saint-Gladie-Arrive-Munein | Kompassrose, die auf Nachbargemeinden zeigt | Araujuzon |
| Tabaille-Usquain Gestas    | Rivehaute                                   |           |

Montfort befindet sich im Einzugsgebiet des Flusses Adour.
Der Gave d’Oloron, ein Nebenfluss des Gave de Pau, fließt an der nördlichen Grenze zu den Nachbargemeinden Laàs und Narp entlang.
Seine Zuflüsse,
- der Ruisseau de la Mousquère,
- der Ruisseau Barindein,
- der Ruisseau l’Arrebious und
- der Ruisseau de Lapeyrère,

durchqueren das Gebiet der Gemeinde.

## Geschichte
Obwohl das Dorf erst im 14. Jahrhundert in den Aufzeichnungen erstmals erwähnt wurde, bezeugt ein großes Hügelgrab an der Stelle mit dem Flurnamen Lo Touroun de Claverie eine Besiedelung in der Frühgeschichte. Vor der Zeitrechnung und vor der Dorfgründung wurde der Ort im Zusammenhang mit einem antiken Weg der Transhumanz auf dem linken Ufer des Gave erwähnt, auf dem sich in der Folge das Dorf entwickelte. In der Volkszählung des Béarn im Jahre 1385 wurden in Montfort 24 Haushalte gezählt und die Zugehörigkeit des Dorfes zur Bailliage von Navarrenx festgehalten. Zu dieser Zeit gab es keinen Grundherren vor Ort und daher keinen Adelssitz, denn die Grundherrschaft gehörte für eine lange Zeit zum späteren Baronat von Jasses. Die Situation in der Nähe des Gave verhalf dem Dorf zu einer wirtschaftlichen Entwicklung. Ab dem 15. Jahrhundert wurden Steine gewonnen und zahlreiche Handwerker ließen sich nieder. Im 18. Jahrhundert wurden Töpfer gezählt, anschließend bis zur Mitte des 20. Jahrhunderts Zimmerer, Schmiede, Steinhauer, Steinmetze, Stellmacher, Weber und Bäcker. Montfort war auch bekannt für die Herstellung von Sandalen und Espadrilles. Jede der drei Werkstätten beschäftigte vier bis zwölf Arbeiter und Arbeiterinnen, während rund 20 Sandaliers zu Hause arbeiteten.
Toponyme und Erwähnungen von Montfort waren:
- Momfort (1385, Volkszählung im Béarn, Blatt 28),
- Monhort (1603, Urkunden von Rivehaute),
- Monfort (1750, Karte von Cassini) und
- Montfort (1793 und 1801, Notice Communale bzw. Bulletin des Lois).[3][4]

### Einwohnerentwicklung
Nach Höchstständen der Einwohnerzahl von rund 450 Einwohnern in der Mitte des 19. Jahrhunderts und erneut zu Beginn des 20. Jahrhunderts hat sich die Zahl bei kurzen Wachstumsphasen bis zu den 1970er Jahren auf ein Niveau von rund 180 reduziert, das bis heute eingehalten wird.
| Jahr      | 1962 | 1968 | 1975 | 1982 | 1990 | 1999 | 2006 | 2009 | 2022 |
| --------- | ---- | ---- | ---- | ---- | ---- | ---- | ---- | ---- | ---- |
| Einwohner | 237  | 203  | 186  | 181  | 186  | 180  | 168  | 164  | 189  |

## Sehenswürdigkeiten
- Pfarrkirche, gewidmet Mariä Himmelfahrt. Sie wurde im 13. Jahrhundert erbaut, auch mit dem Ziel die Verteidigung des Dorfes zu unterstützen. Die hohen und schmalen Fenster der Apsis und der massive viereckige Glockenturm sind Zeugnisse der militärischen Funktion. Die Kirche konnte auch Zuflucht für die Dorfbewohner bieten, da sie von innen solide geschlossen werden konnte. Zwei heute noch sichtbare Löcher in der Wand waren dazu bestimmt, einen dicken Balken zum Versperren des Eingangs zu halten. Das einschiffige Langhaus wird von einer polygonalen Apsis verlängert. Im 14. Jahrhundert ist die Kirche umgestaltet und abgesenkt worden. Die Fenster- und Türöffnungen von Apsis, Langhaus und Glockenturm zeigen Spuren dieser Verkleinerung. Das Eingangsportal in Spitzbogenform stammt ebenfalls aus dieser Zeit. Es weist fünf Archivolten auf, die mit Eichenblättern und Efeuornamenten verziert sind. Diese sitzen auf Säulen mit kleinen Kapitellen, die ebenfalls mit Efeu verschönert sind. Die Säulen umrahmen Pfeiler, die an Pilaster mit Kapitellen angefügt sind, die mit Kugeln oder runde Früchten verschönert sind. Im Inneren befinden sich vier Altäre, von denen einer Maria gewidmet ist. Er ist gleichzeitig der bemerkenswerteste mit seinen Rankenornamenten und einem Medaillon mit der Darstellung einer Madonna mit Jesuskind. Die Kirche und ihr Eingangsportal sind seit 1920 als Monument historique eingestuft.[7][8]

## Wirtschaft und Infrastruktur

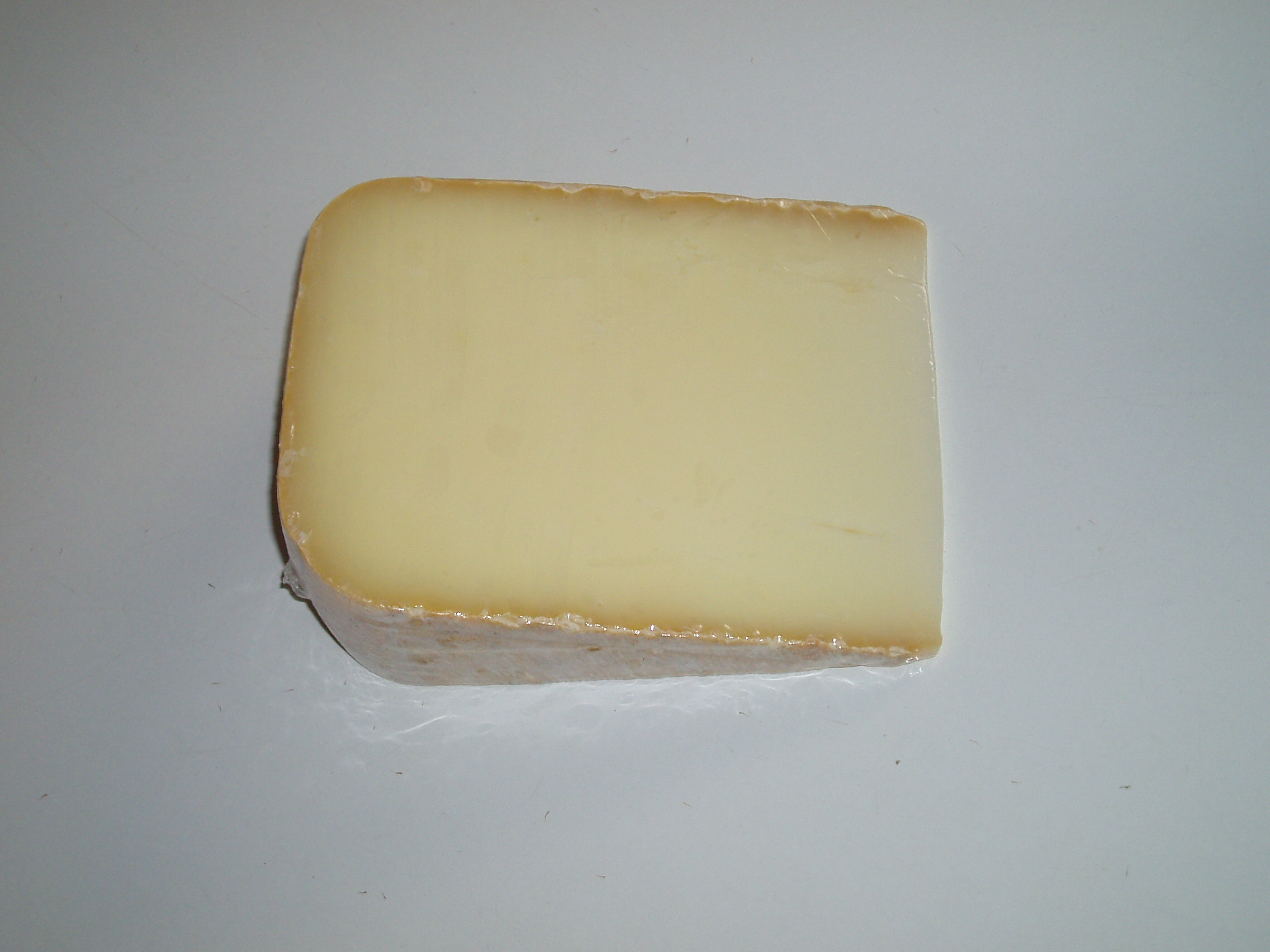
Ossau-Iraty

Die Landwirtschaft ist der wichtigste Wirtschaftsfaktor der Gemeinde. Montfort liegt in den Zonen AOC des Ossau-Iraty, eines traditionell hergestellten Schnittkäses aus Schafmilch, sowie der Schweinerasse und des Schinkens „Kintoa“.

### Verkehr
Montfort ist angeschlossen an die Routes départementales 265 und 936 (ehemalige Route nationale 636).